# Gerbille de Mongolie
Meriones unguiculatus
Espèce
Synonymes
- Meriones chihfengensis Mori, 1939
- Meriones koslovi (Satunin, 1903)
- Meriones kurauchii Mori, 1930
- Pallasiomys unguiculatus selenginus Heptner, 1949

Statut de conservation UICN

 LC  : Préoccupation mineure
La Gerbille de Mongolie, (Meriones unguiculatus ou Meriones (Pallasiomys) unguiculatus) ou encore Mérione de Mongolie, est un petit rongeur de la famille des Muridés, sous-famille des Gerbilles, genre Meriones. Son habitat naturel est situé dans les régions semi-désertiques du Nord-Est de la Chine et de la Mongolie.
En captivité c'est la gerbille d’élevage la plus connue. Elle est considérée légalement en France comme animal domestique.

## Description de l'espèce
Le corps de la Gerbille de Mongolie mesure 12 cm de long en moyenne, la queue peut également atteindre 12 cm. Le poids à l’âge adulte peut atteindre 70 g à 100 g.
Le dimorphisme sexuel est peu apparent. Le mâle, un peu plus massif, diffère peu de la femelle mais on peut facilement les identifier par sexage. La tête est soudée au corps avec de très petites oreilles rondes. Le corps est compact, couvert d’un pelage lisse de couleur variable, parfois plus clair sur le ventre. Les pattes avant sont petites avec 5 doigts (le pouce est très rudimentaire), les pattes arrière, beaucoup plus longues, ont 5 doigts. Ils sont garnis de fines griffes. La queue est longue à poils ras. Elle sert de contrepoids ou d’appui lorsque la gerbille se dresse sur les membres postérieurs. Si la gerbille est saisie par la queue, la peau de celle-ci se déchire pour permettre la fuite de l’animal, laissant une partie des os à nu jusqu’à ce qu’ils se dessèchent et tombent. Contrairement à celle du lézard la queue de la gerbille ne repousse pas.
La gerbille est un végétarien à tendance omnivore (graines, végétaux, insectes). Elle boit très peu d’eau. Un mâle adulte mange environ 8 g de nourriture par jour.

## Reproduction

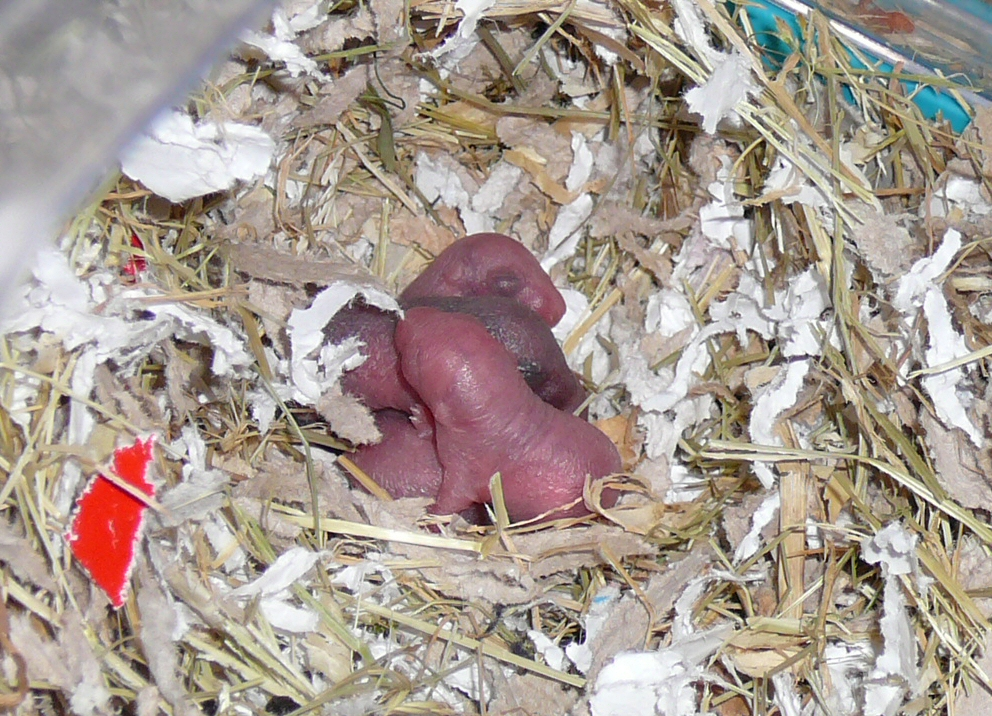
Gerbilles de 2 jours

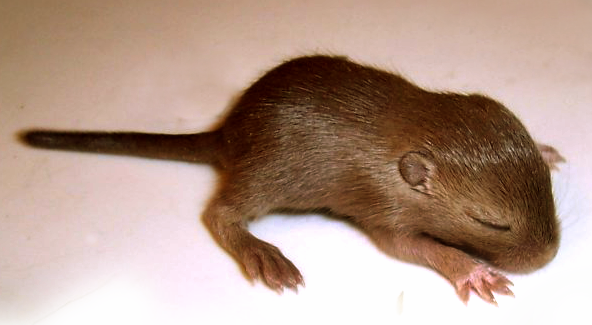
Gerbille de 13 jours

Les gerbilles sont monogames et se reconnaissent à l'odeur de l'urine et les phéromones présentes dans la salive. Les gerbilles préfèrent avoir un partenaire de la même couleur. Les mâles participent à l'élevage des petits.
- La maturité sexuelle, pour le mâle gerbille, est de 10 semaines et pour la femelle de 18 semaines environ [5].
- Le cycle œstrien est de 4 à 6 jours[5] environ.
- Ovulation : dans dix-huit heures après la mise bas[5].
- Période de chaleurs : 24h[5].
- Retard d'implantation des œufs fécondés : jusqu'à 42 jours, si la portée précédente est nombreuse[5].
- Gestation : environ 25 jours[5], de 24 à 28 jours. La première fois pouvant aller jusqu'à 48 jours.
- La gerbille est monogame. Les parents construisent un nid et élèvent ensemble les jeunes[5].
- De 1 à 10, mais le plus souvent de 4 à 6[5], les petits naissent nus et les yeux fermés. Ils pèsent environ 3 g[7].
- Sevrage à environ 6 semaines.
- Séparation des petits : en captivité pas avant 7 semaines.
- 6 portées par an au minimum.
- Longévité de 3 à 4 ans. Mais rares sont les individus d'élevage qui vivent plus de 2 ou 3 ans à cause de l'incidence élevée des tumeurs à partir de l'âge de 2 ans[5].
- Un couple formé le restera tout au long de leur vie. La femelle et le mâle cessent d'avoir des jeunes vers l'âge de 22 mois (arrêt de la spermatogenèse vers 22 mois) voire un peu avant[5].

## La gerbille de Mongolie sauvage: animal du désert
Son habitat naturel est situé dans les régions semi-désertiques du nord-est de la Chine et de la Mongolie.
Parfaitement adaptée à ce milieu hostile, la gerbille de Mongolie a la capacité de ne pas se déshydrater : elle n’a besoin que de 4 ml d’eau par jour et n’élimine que quelques gouttes d’urine. De plus elle arrive à faire des réserves d’eau dans leurs cellules à partir des végétaux humides dont elle se nourrit.
Sa morphologie est adaptée à la fuite et les griffes sont des outils redoutables pour creuser autant que des armes de défense. D’où son nom latin de « petit guerrier à griffes » (Meriones de Mérion = guerrier dans la guerre de Troie, unguiculatus de unguiculus = ongle).
Comme les lézards ou des rongeurs tels le chinchilla ou le dègue du Chili la gerbille a la capacité d'abandonner un morceau de sa queue aux prédateurs pour leur échapper (autotomie). La peau se détache et la partie osseuse mise à nu se dessèche et finit par tomber. Elle ne repoussera jamais, contrairement à celle du lézard. Ceci ne l'empêchera pas de vivre mais occasionne éventuellement une perte d'équilibre et des difficultés à se dresser sur les pattes arrière.
La gerbille de Mongolie est plutôt crépusculaire/nocturne mais, si on l'étudie de plus près, on a tendance à observer qu'elle a des cycles d'activités de 4 heures, car peu de prédateurs vivent dans ces contrées, à part quelques oiseaux de proie et des serpents. Les périodes d’activité intense alternent toutefois avec des périodes de repos tout au long du jour.
Les gerbilles de Mongolie creusent et vivent dans des terriers à multiples chambres et galeries où elles se réfugient quand les températures deviennent extrêmes. Bien que préférant une température de 20 °C, elles supportent des écarts de −18 °C à plus de 35 °C à condition que l'environnement ne soit pas humide.
Animaux grégaires, ils forment de grands groupes d’une vingtaine d’individus de tempérament plutôt pacifique. Cependant, en période de reproduction lorsque deux mâles sont mis en présence, ils peuvent avoir un comportement belliqueux.
La fourrure de l’animal sauvage est de teinte agouti (gris-brun mêlé de poils noirs) avec le ventre crème et le bout de la queue plus noir.

## La gerbille de Mongolie en captivité
La gerbille de Mongolie est domestiquée depuis peu. Vingt couples capturés dans la région du fleuve Amour sont introduits au Japon en 1935 pour des recherches scientifiques au Kitasato Institute. Ce rongeur se répand ensuite dans les laboratoires d'Amérique et d'Europe à partir de 1954, quand quatre couples sont envoyés à New York comme animaux d'expérimentation biomédicale. Ce sera le début de l’essor de son élevage commercial dans le monde entier.

### Objet d'études biologiques
Sa résistance à la déshydratation et aux maladies infectieuses ou parasitaires en fait un sujet d’étude apprécié. L'observation de la descendance d'un groupe de gerbilles pendant six ans a permis également l'étude des patrons de robe rencontrés et de leurs gènes pour tenter d'aboutir à la détermination des génotypes des principaux reproducteurs [réf. nécessaire].
Environ 100 000 gerbilles sont utilisées chaque année pour la recherche (1999-2006).
Domaines d'études:
- Radiobiologie
- Attaque cérébrale

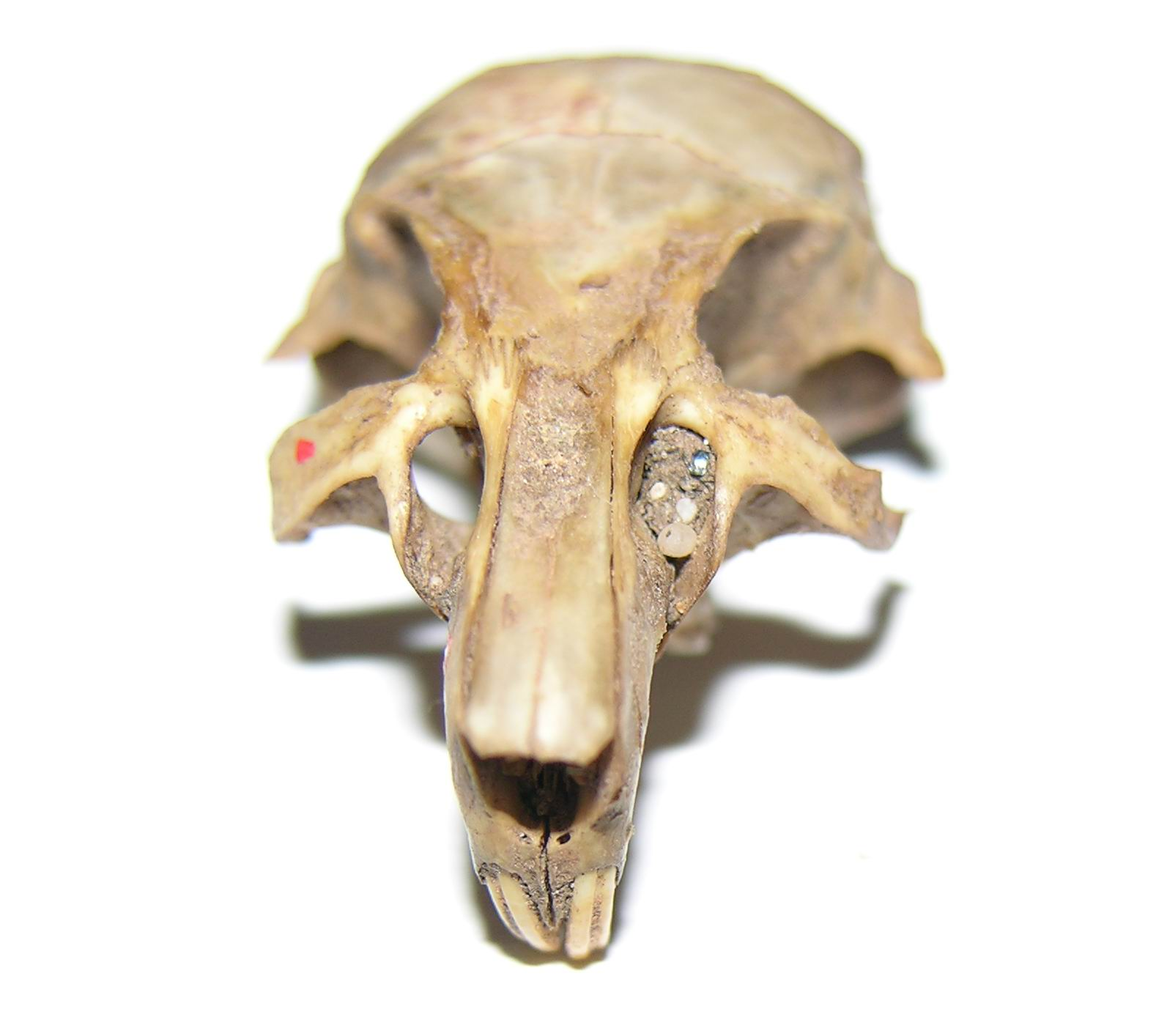
Crâne de gerbille de Mongolie

- Bulles tympaniques proches des humains
- Fonctions endocrines et conservation de l'eau
- Épilepsie spontanée à l'âge de 2 mois affectant 50 % de la population
- Hypercholestérolémie (1 590 mg/dl) métabolisme hépatique et lipidique
- Maladies cardiovasculaires
- Recherches dentaires
- Recherches sur la reproduction
- Histocompatibilité (greffes)
- Psychologie territoriale, marquage et comportement
- Pathologies nerveuses dues aux additifs alimentaires, pesticides, solvants, métaux lourds
- Recherches sur les maladies infectieuses.

### Étude des conditions optimales d'élevage

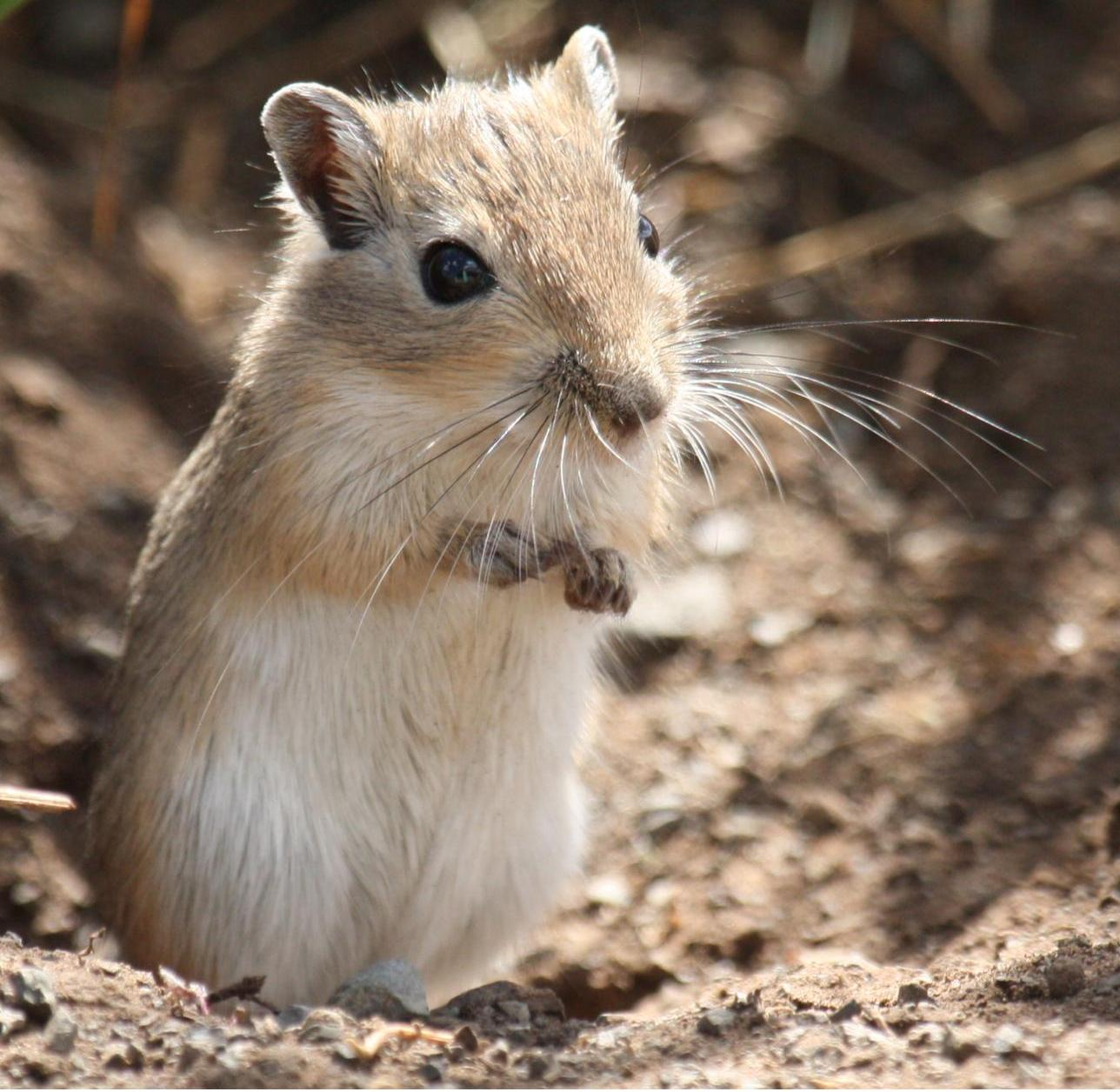
Gerbille domestique

Les éleveurs de Meriones unguiculatus ont favorisé une modification progressive du comportement au niveau de la régression du tambourinage et de l'agressivité mais également une modification des paramètres physiologiques comme un plus fort taux de fécondité et une augmentation du poids par comparaison avec les individus sauvages prélevés dans la nature.
Les chercheurs, qui veulent des résultats fiables pour leurs expériences, doivent apporter un certain confort et respecter des exigences proches de l'espèce sauvage d'origine, afin de ne pas modifier l'organisme et les habitudes comportementales de l'espèce par un élevage en captivité trop industriel et artificiel.
En effet, conserver ces rongeurs dans des cages de laboratoire standard, sans stimuli sociaux ni accessoires adaptés, altère leurs fonctions cognitives, occasionne des réponses comportementales inappropriées, des réactions de stress, des comportements anormaux stéréotypés comme chercher à creuser ou ronger les barreaux continuellement, une altération des fonctions du cerveau et réduit la tolérance au stress dans leur vie adulte. Tout cela met en cause la validité des recherches expérimentales sur ces animaux.
Une étude a démontré par exemple que des jeunes séparés de leurs parents avant la naissance de la portée suivante, ont la manie de ronger les barreaux de leur cage à longueur de temps.

### Un nouvel animal de compagnie
C’est aussi un nouvel animal de compagnie (NAC) apprécié car il est très facile à apprivoiser, à élever et à entretenir grâce à ses qualités naturelles. On en trouve à présent de toutes couleurs dans les animaleries.
Les gerbilles doivent rester à plusieurs pour leur assurer une vie sociale épanouie. On peut les garder en couple ou en petits groupes du même sexe, formés avant la puberté pour minimiser les risques de conflits, car introduire un nouvel individu s'avère ensuite particulièrement risqué. Ainsi une gerbille vivant seule depuis plus d'un an est le plus souvent condamnée à rester seule à vie, à moins de procéder avec beaucoup de patience à l'acclimatation d'un compagnon,.
Rongeurs et fouisseurs, on doit veiller à fournir à ces animaux au minimum une cage solide ou un vivarium, garnis d’une litière et de matériaux leur permettant de creuser (bois, carton) et de faire leurs nids, des cachettes (tunnels et maison), du foin, ainsi que du sable ou de la terre à chinchilla pour faire leur toilette et des récipients propres pour l'eau et la nourriture,.

### Problèmes de santé
Domestiquées depuis peu, les gerbilles d’élevage sont encore remarquablement résistantes aux infections ORL, mais plus fragiles du tube digestif .
L’excroissance des incisives, commune chez les rongeurs domestiques, est due à un mauvais alignement (malocclusion dentaire) ou à une rupture des dents. Elles sont héréditairement sujettes au cholestérol, aux tumeurs et à des crises épileptiformes se déclarant spontanément.
Il convient de ne jamais saisir une gerbille par la queue car elle se brise facilement par une sorte d'autotomie et ne repoussera jamais.

### Les différentes variétés colorées
Les éleveurs ont développé différentes variétés de robes à partir du pelage agouti d'origine :

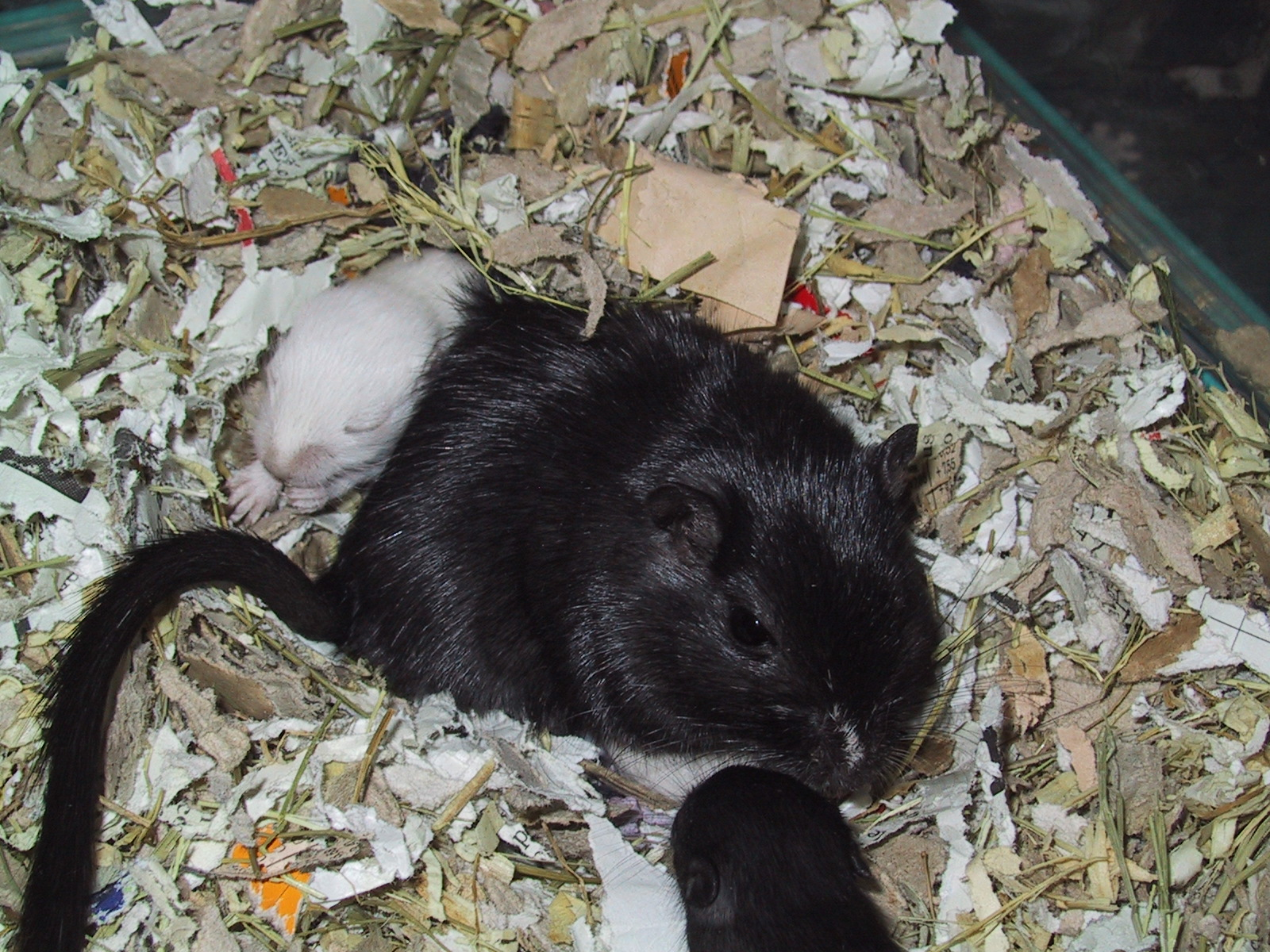
Femelle de couleur noire et ses petits blanc et noir

Agoutis : Ces gerbilles ont le ventre clair et un mélange de trois couleurs sur le dos : les poils sont gris à la base, jaunes au milieu et foncés à leur extrémité. Les couleurs agouti (couleur d'origine), agouti gris (chinchilla), cannelle, crème, miel et polaire en font partie.
Unies : En principe, les gerbilles unies n'ont pas le ventre clair et leurs poils sont unis. Il existe diverses variétés : noir, ardoise, ivoire, argent, muscade, safran, muscade argenté et bleu.
Gantées : Elles ont le corps clair et les extrémités sombres. Ces nouvelles variétés sont, entre autres, les gerbilles birmanes (gantées sombre), siamoises (gantées clair), les saphir et les topaze.

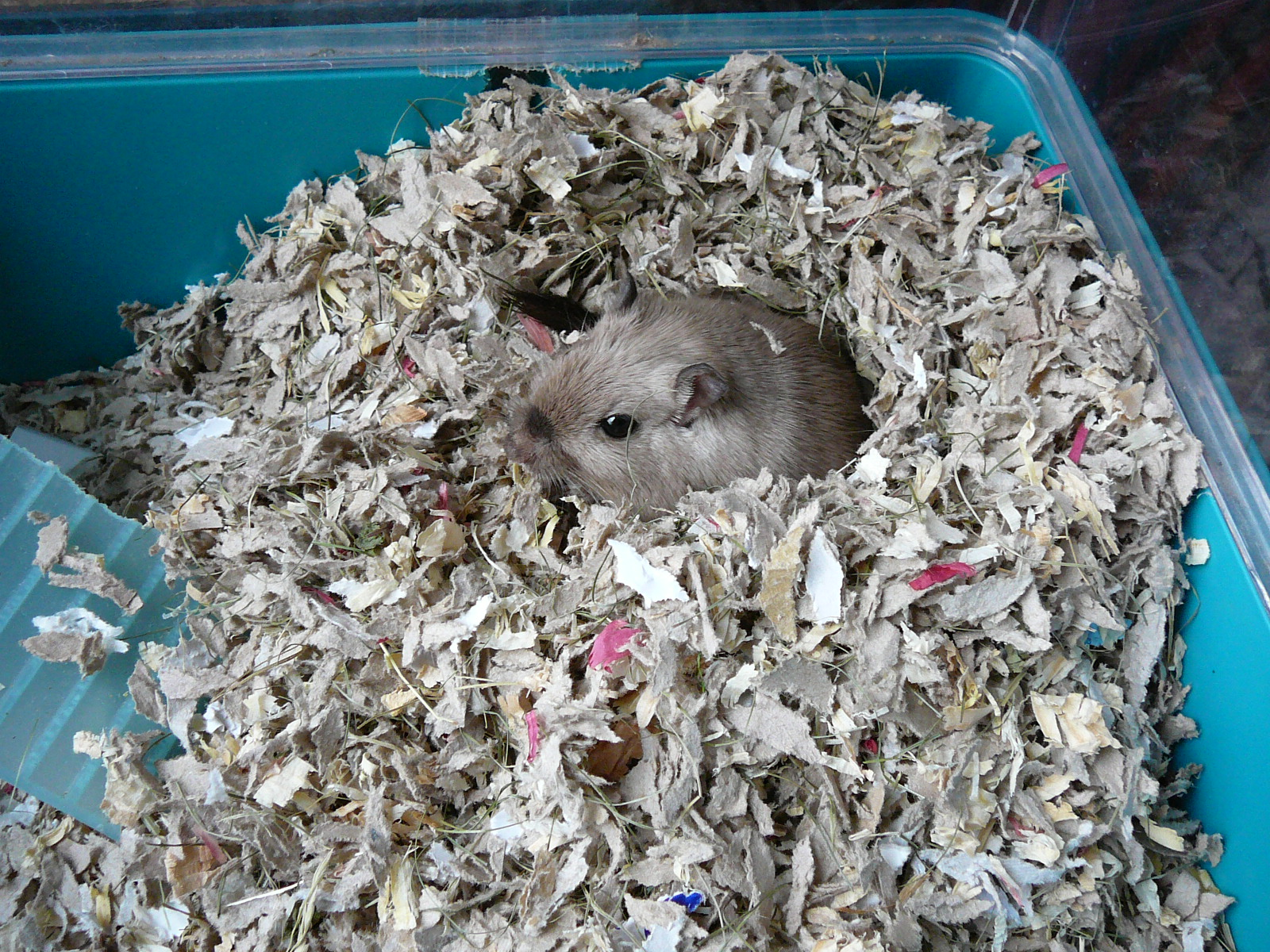
Gerbille domestique (adulte, mâle, coloris siamois) dans son nid de carton rongé

Albinos : Les gerbilles au corps blanc et aux yeux rouges sont appelées albinos. Toutefois, l'albinisme réel est rare et la queue ou les yeux sont généralement plus sombres. Les couleurs himalaya et blanc en font partie.

## La gerbille et la loi
En France l'espèce Meriones unguiculatus est inscrite sur la liste officielle des animaux reconnus comme domestiques. On n'a donc pas besoin d'avoir un certificat de capacité pour l'élever.
En Suisse, les gerbilles sont considérées comme animaux sauvages ne nécessitant pas d'autorisation de détention. Depuis 2008 l'Ordonnance sur la protection des animaux (OPAn) impose des exigences minimales concernant la détention des animaux,.
Dans certaines parties du monde, comme la Californie, le Nouveau-Mexique et Hawaï, leur importation, détention et élevage sont interdits afin d'éviter l'introduction d'une espèce susceptible d'être invasive.